# جرمانوس فرحات
المطران جرمانوس فرحات - (1670-1732)وهو من أسرة مطر التي ارتحلت من لبنان من قرية حصرون في لبنان إلى حلب . وقد كان من الذين وضعو أساس النهضة في الشرق فكان شديد الاتصال بثقافة الغرب يعرف من اللغات العربية، الإيطالية، اللاتينية والسريانية، كما كان متضلعاً من المنطق والفلسفة وعلوم العرب والتاريخ الخاص والعام فضلاً عن العلوم الاهوتية، وكان له أيضاً مشاركات في علوم أخرى كالطب والكيمياء والفلك والطبيعيات .
رحل إلى روما سنة 1711 ومنها إلى إسبانيا حيث تفقد ما بقي من آثار العرب وحصل على بعض المخطوطات وقفل سنة 1712 عائداً إلى لبنان ولما كان اسقفاً على حلب أنشأ مكتبة تعرف بالمكتبة المارونية وفيها بعض المخطوطات العربية النفيسة.
وقد ترك من المؤلفات ما يزيد عن المئة في النحو، الإعراب، اللغة، العروض، الأدب، المنطق والفلسفة ومن كتبه المشهورة «بحث المطالب» في الصرف والنحو الذي لطالما تكرر طبعه وظل معتمداً في المدراس حتى العهد القريب .